# Walter Sedlmayr
Walter Sedlmayr, född 6 januari 1926, död 14 juli 1990, var en tysk skådespelare från Bayern.
Han stympades och mördades 1990 av Wolfgang Werlé och Manfred Lauber. Fallet fick mycket uppmärksamhet.
Filmen Wambo från 2001 handlar om Sedlmayrs liv och mordet på Sedlmayr. Mordet var även tema för ett avsnitt av dokumentärserien Die großen Kriminalfälle på ARD.

## Filmografi
| - 1949: Die drei Dorfheiligen - 1951: Heidelberger Romanze - 1952: Zwei Menschen - 1952: Der Hergottschnitzer von Ammergau - 1953: Ehestreik - 1954: Die kleine Stadt will Schlafen gehen - 1954: Rosen-Resli - 1955: Der Frontgockel - 1955: Königswalzer - 1957: Heiraten verboten - 1958: Der Pauker - 1959: Menschen im Netz - 1959: Buddenbrooks - 1960: Ein gewisses Röcheln - 1964: Bei Tag und Nacht - 1965: Radetzkymarsch - 1969: Frei bis zum nächsten Mal | - 1969: Der Rückfall - 1970: Baal - 1970: Die Niklashauser Fahrt - 1971: Rio das Mortes - 1972: Händler der vier Jahreszeiten - 1973: Die Sachverständigen - 1973: Welt am Draht - 1974: Die Reform - 1974: Angst essen Seele auf - 1975: Faustrecht der Freiheit - 1975: Lina Braake - 1976: Der verkaufte Großvater - 1977: Die Jugendstreiche des Knaben Karl - 1979: Anton Sittinger - 1981: Mein Freund, der Scheich - 1984: Rambo Zambo |

### TV
| - 1964: Kriminalmuseum - 1968: Der Staudamm - 1972: Tatort – Münchner Kindl - 1972: Acht Stunden sind kein Tag - 1973: Der Kommissar – Ein Funken in der Kälte - 1973: Tatort – Tote brauchen keine Wohnung - 1973: Drei Partner - 1974–1975: Münchner Geschichten - 1974–1975: Spannagl & Sohn - 1974: Der Kommissar – Tod eines Landstreichers - 1975: Der Kommissar – Das goldene Pflaster - 1975: Der Kommissar – Ein Mord auf dem Lande | - 1976–1982: Reisen mit Walter Sedlmayr - 1976: Vater Seidl und sein Sohn - 1976: Alle Jahre wieder: Die Familie Semmeling - 1977–1988: Polizeiinspektion 1 - 1979 und 1986/1987: Der Millionenbauer - 1983: Monaco Franze – Der ewige Stenz - 1983–1985: Unsere schönsten Jahre - 1986–1987: Der Schwammerlkönig - Derrick - Der Alte - Der Herr Kottnik |

## Pris
- Deutscher Filmpreis, 1973